# 우리는 신
우리는 신(프랑스어: Nous les dieux)은 베르나르 베르베르가 쓴 <신>이라는 총 3편으로 구성되어있는데 그중 1편이다. 대한민국에서는 신 1, 신 2 로 나뉘어서 출판되었다.

## 줄거리
인간, 천사를 거친 미카엘 팽송은 이제 <7>의 존재에 해당되는 신후보생이 되어 올림포스 12신들의 가르침 하에 144명의 신후보생들과 함께 'Y게임'을 펼쳐 나간다. 팽송은 자신의 토템을 돌고래로 선택하고 자신의 영원한 친구 라울 라조르박과 랍비 프레디 메예르, 그의 배우자 마릴린 먼로 그리고 스승 에드몽 웰즈와 함께 테오노트를 조직하고 <8>의 존재를 찾아 탐험에 나선다. 그는 아프로디테의 유혹을 받고 몽골피에의 동아리에도 들어가서 수모를 겪기도 한다. 그런데 '아틀라스 저택'에서 에드몽을 잃게 되고...

## 등장인물
돌고래족의 신 미카엘 팽송, 독수리족의 신 라울 라조르박, 개미족의 신 에드몽 웰즈, 고래족의 신 프레디 메예르, 말벌족의 여신 마릴린 먼로, 늑대족의 여신 마타 하리, 호랑이족의 신 조르주 멜리에스, 흰개미족의 신 귀스타브 에펠, 쥐족의 신 조제프 프루동, 수탉족의 여신 에디트 피아프, 뤼시앵 뒤프레, 쥘 베른, 셍텍쥐페리, 올림포스의 12신, , 한국인 소녀 은비, 무슈론(커룹)등이 나온다.